# Maserati Kyalami
Maserati Kyalami (рус.  Мазера́ти Кьялами) — легковой автомобиль класса  Гран Туризмо выпускавшийся итальянской компанией Maserati с 1976 по 1983 год. Это была немного изменённая модель De Tomaso Longchamp с двигателем Maserati. Всего было изготовлено 200 автомобилей.

## Описание
Представленная на Женевском автосалоне 1976 года, модель Kyalami была очередным автомобилем, попавшим на грань эпох в истории компании. Это была последняя модель с прославленным восьмицилиндровым двигателем и первый автомобиль созданный под непосредственным руководством Алехандро Де Томазо (англ. Alejandro de Tomaso).
Своё название автомобиль получил по имени Южно-Африканского гоночного трека, на котором болид Cooper с двигателем Maserati одержал победу в первой на этом кольце гонке Формулы 1.
Автомобиль базировался на собственной модели Де Томазо Longchamp, у которой двигатель Ford был заменён на знаменитый V-образный восьмицилиндровый мотор Maserati, сначала 4,2-литровый, а начиная с 1978 года — рабочим объёмом 4,9 литра. Оригинальный дизайн кузова от Тома Тьяарды (англ. Tom Tjaarda) был элегантно переосмыслен Пьетро Фруа (англ. Pietro Frua). У модели была независимая пружинная подвеска на двух поперечных рычагах по кругу и дисковые тормоза на всех колёсах.